# Hartigia nigra
Hartigia nigra är en stekelart som först beskrevs av Harris 1779.  Hartigia nigra ingår i släktet Hartigia, och familjen halmsteklar. Arten är reproducerande i Sverige.